# Lijst van Formula Regional Oceania Championship-coureurs
De volgende coureurs hebben zich ten minste één keer ingeschreven voor een Formula Regional Oceania Championship-race sinds 2005. Van de momenteel actieve coureurs (seizoen 2025) zijn de namen vet afgedrukt.
De lijst is bijgewerkt tot 7 januari 2025.

## A
- Jacob Abel
- Ignazio D'Agosto
- Enaam Ahmed
- Neil Alberico
- Tom Alexander
- Levin Amweg
- Rui Andrade
- Nathan Antunes
- Marcus Armstrong
- Bryce Aron
- Hannes van Asseldonk
- Lucas Auer

## B
- Earl Bamber
- Bruno Baptista
- Rodrigo Baptista
- Jason Bargwanna
- Theo Bean
- Nathanaël Berthon
- David Besnard
- Josh Bethune
- Roman Biliński - Kampioen 2024
- Shelby Blackstock
- José Blanco
- Bruno Bonifacio
- Jake Bonilla
- Jett Bowling
- Will Brown
- William Buller
- Michael Burdett
- Timothé Buret

## C
- Tatiana Calderón
- Sergio Sette Câmara
- Nick Cassidy - Kampioen 2012, 2013
- Alfonso Celis Jr.
- Michela Cerruti
- Chloe Chambers
- Conrad Clark
- Elliott Cleary
- Ben Clucas
- Taylor Cockerton
- Ido Cohen
- Franco Colapinto
- Caio Collet
- Brent Collins - Kampioen 2005
- Jamie Conroy
- Amaury Cordeel
- Juan Manuel Correa
- James Cressey
- Ben Crighton
- Kim Crocker
- Alex Crosbie
- Hamish Cross
- Ryan Cullen
- Mitch Cunningham - Kampioen 2008-09
- Wade Cunningham

## D
- Nicolás Dapero
- Jehan Daruvala
- Cameron Das
- Devlin DeFrancesco
- Emilien Denner
- Pipo Derani
- Marc Doran
- Chris van der Drift
- Lucas Dumbrell

## E
- Charlie Eastwood
- Tim Edgell
- Kristján Einar
- Kory Enders
- Shahaan Engineer
- Henning Enqvist
- Mitch Evans - Kampioen 2010, 2011

## F
- Hamad Al Fardan
- Mario Farnbacher
- Lucas Fecury
- Broc Feeney
- Matteo Ferrer
- Santino Ferrucci
- Adam Fitzgerald
- Petru Florescu
- Adderly Fong
- Lucas Foresti
- Louis Foster
- Nick Foster
- Igor Fraga - Kampioen 2020
- Billy Frazer

## G
- Daniel Gaunt - Kampioen 2005-06, 2006-07
- Shane van Gisbergen
- Axel Gnos
- Spike Goddard
- Dev Gore
- Walter Grubmüller

## H
- Ferdinand Habsburg
- Christian Hahn
- Matt Halliday
- Alif Hamdan
- Fiona Hamilton
- Matthew Hamilton
- Julian Hanses
- Robin Hansson
- Ben Harford
- Reid Harker
- Brendon Hartley
- Nelson Hartley
- Harry Hayek
- Callum Hedge
- Andre Heimgartner
- Tijmen van der Helm
- Chelsea Herbert
- Patrick Heuzenroeder
- Andrew Higgins
- Josh Hill
- Laurens van Hoepen
- Jay Howard
- Raoul Hyman

## I
- Callum Ilott
- Matevos Isaakyan

## J
- Daniel Jilesen
- Michael Ryan Johnson
- Nikita Johnson
- Macauley Jones
- Nic Jordan

## K
- Jordan King
- Andy Knight - Kampioen 2007-08
- Martin Kodrić
- Spike Kohlbecker
- Denis Korneev
- Kazuto Kotaka
- Mathias Kristensen
- Daniil Kvjat

## L
- Nicola Lacorte
- Nicholas Latifi
- Kami Laliberté
- Nikita Lastochkin
- James Lawley
- Liam Lawson - Kampioen 2019
- Luis Leeds
- Brendon Leitch
- Damon Leitch
- Jono Lester
- Gustavo Lima
- Arvid Lindblad - Kampioen 2025
- Parker Locke
- Ivan Lukashevich
- Alex Lynn

## M
- Sam MacLeod
- Sam MacNeill
- Arjun Maini
- Brandon Maïsano
- Christian Mansell
- Sebastian Manson
- Raffaele Marciello
- Jann Mardenborough
- Artjom Markelov
- Josh Mason
- Landan Matriano Lim
- Barton Mawer
- Nikita Mazepin
- John McIntyre
- Tom McLennan
- Jamie McNee
- Charles Milesi
- Calvin Ming
- Melvin Moh
- Steffen Møller
- Nicholas Monteiro
- David Morales
- Nathan Morcom
- Breanna Morris
- James Munro
- Mark Munro
- Greg Murphy
- Esteban Muth

## N
- Akash Nandy
- Thomas Neubauer
- Kaleb Ngatoa
- Lando Norris - Kampioen 2016
- Clément Novalak

## O
- Shannon O'Brien
- Dennis Olsen
- Jordan Oon
- Christina Orr-West
- Egor Orudzhev
- Will Owen

## P
- Matthew Payne - Kampioen 2021
- James Penrose
- Lucas Petersson
- Artjom Petrov
- Michael Pickens
- Josh Pierson
- Pedro Piquet
- Edoardo Piscopo
- Chris Pither
- Sten Pentus
- Kaden Probst
- Petr Ptáček
- Antoni Ptak
- Keeley Pudney
- James Pull
- Scott Pye

## Q
- Ryder Quinn

## R
- Thomas Randle - Kampioen 2017
- Matt Rao
- Shawn Rashid
- Oliver Rasmussen
- Andrew Reeves
- Stefan Riener
- Martin Rump
- Mark Russ

## S
- Kotaro Sakurai
- Tanart Sathienthirakul
- Grégoire Saucy
- Liam Sceats
- Pieter Schothorst
- Steijn Schothorst
- Michael Scott
- Zack Scoular
- Victor Sendin
- Félix Serrallés
- Ryan Shehan
- Titus Sherlock
- Michael Shin
- Robert Shwartzman - Kampioen 2018
- Sheban Siddiqi
- Jean Baptiste Simmenauer
- Dzhon Simonyan
- Jayant Singh
- Jordan Skinner
- Tim Slade
- Ken Smith
- Tommy Smith
- Keyvan Andres Soori
- Duane Spurdle
- Richie Stanaway
- Nicolas Stati
- Will Stevens
- Dominic Storey
- Lance Stroll - Kampioen 2015
- Dmitry Suranovich

## T
- Leanne Tander
- Andrew Tang - Kampioen 2014
- Daynom Templeman
- Will Thomason
- Yuki Tsunoda
- Ryan Tveter

## V
- Ameya Vaidyanathan
- Richard Verschoor
- Chris Vlok
- Peter Vodanovich

## W
- Andrew Waite
- Jackson Walls
- Stefan Webling
- John Whelan
- Calan Williams
- Dale Williams
- Marc Williams
- Barrett Wolfe
- Patrick Woods-Toth
- Alastair Wootten
- Chris Wootton
- Charlie Wurz - Kampioen 2023

## X
- Gerrard Xie

## Y
- Ryan Yardley
- Enzo Yeh

## Z
- Matías Zagazeta
- Lirim Zendeli
- Zhou Guanyu